# Tatra T5A5
Tatra Т5А5 је тип чехословачког трамваја произведен у ЧКД Татри од којег је направљен само један прототип.

## Конструкција
Трамвај типа Т5А5, развијен на крају 70. и почетком 80. година прошлог века је била даљња варијанта типа T5. То је био нови модел трамваја који је требало да замени тип T3 у Чехословачкој.
То је једносмерни четвероосовински трамвај који има троја врата са једне стране каросерије. Ради се о стандардној верзији типа T5C5, који је производио ЧКД за Будимпешту.

## Прототип
За прототип трамваја Т5А5 је коришћена каросерија трамваја Т5C5, са којега су скинута врата са десне стране каросерије. Трамвај је довршен 1981. и добио је гаражни број 8013, но због доласка прашких трамваја Т3М под гаражним бројевима од 8001, трамвај добија број 0013. Јавни превозници у Чехословачкој нису наручили тај тип, па није започела ни серијска производња.
Прототип је био под свакаквим пробама; 1984. године трамвај је испробаван са приколицом, годину дана касније је добио постоља за преметро, а 1986. године је добио тиристоре TV4. Затим је остављен у прашком трамвајском спремишту Хлоубјетин. На октобар 1998. године је прототип трамваја RT8D5 је испробаван у тесту деформације, у којему је учествовао тај трамвај.